# يزيد بن عمرو بن خويلد
يزيد بن عمرو بن خويلد (الصعق) بن نفيل بن عمرو الكلابي، فارس جاهلي من الشعراء وله أخبار. استنجده من مرداس بن أبي عامر على جماعة من كلاب سلبوه مئة ناقة، فركب حتى أخذ الإبل وردها إليه، فقال فيه مرداس من أبيات:
وشُج رأسه يوم (ذي نجب) وأُسر، فأشار إلى ذلك جرير أكثر من مرة، فقال:
ومن شعر يزيد:
وكان أعرج، طعنه (العمرد) فأعرجه. ومما يقال في تلقيب جده بالصعق: أنه أخذ طعاماً لقومه في الموسم بعكاظ، فهبت ريح ألقت في التراب، فلعنها، فأصابته صاعقة فمات! 